# Heckler & Koch P11
Heckler & Koch P11 je pištolj projektiran kao podvodno oružje. P11 služi isključivo za podvodnu borbu. Spremnik streljiva sadrži 5 metaka (nisu klasični metci, nego nešto slično harpunu). Kada se ispali svih 5 hitca, spremnik s mecima se moram poslati proizvođaču kako bi se ponovno napunio.
P11 se rabi u mnogim vojskama svijeta, u većini kod jedinica za specijalna djelovanja.
U prošlosti, Heckler & Koch je dugo čuvao i negirao da takav pištolj postoji, ali pojavljivanjem u nekim akcijskim filmovima 2003. i kasnije kao i u videoigrama postao je poznat u javnosti.